# Кеду
Равнина Кеду (индон. daratan Kedu), также известная как долина реки Прого (индон. lembah Kali Praga) — плодородная вулканическая равнина в центральной части индонезийского острова Ява. Лежит между вулканами Самбинг и Сундоро на западе и вулканами Мербабу и Мерапи на востоке. С севера ограничена грядой холмов и горой Унгаран. Также граничит с холмами Меноре на юго-западе и равниной Прамбанан на юго-востоке. Практически полностью занимает территорию округов Магеланг и Темангунг, входящих в состав провинции Центральная Ява.
Река Прого протекает через центр равнины, от ее истока на склоне горы Сундоро до южного побережья Явы, омываемого Индийским океаном. Уже более тысячелетия равнина является важным местом в истории Центральной Явы, здесь находятся многочисленные артефакты династии Сайлендры, а также Боробудур и связанные с ним места. Во время колониального периода Голландской Ост-Индии равнина Кеду входила в резидентство Кеду, расположенное на территории современного округа Магеланг, города Магеланг и округа Теманггунг.
Когда в 1811 году Британия ненадолго заняла Яву, Магеланг стал резиденцией правительства. В 1816 году, после окончания наполеоновских войн, англичане вернули Яву голландцам, после чего Магеланг продолжал играть достаточно важную роль в голландской Ост-Индии.
Рядом с Магелангом есть небольшой холм под названием Тидар, который называют «Гвоздём Явы». Согласно яванской легенде, боги забили гвоздь, чтобы остров Ява не утонул в море во время землетрясений.

## Археологические достопримечательности
На равнине Кеду находится большое количество индуистских и буддийских храмов, датируемых 8-9 веками. Из-за этого равнина Кеду считается колыбелью классической индонезийской цивилизации. Храмы в регионе включают в себя: :89–90
- Боробудур: гигантский буддийский памятник VIII века, из каменная мандала, построенная династией Сайлендра.
- Мендут: буддийский храм VIII века, где находятся три большие каменные статуи Вайрокана, Авалокитешвара и Ваджрапани.
- Павон: маленький буддийский храм VIII века на берегу реки Прого, расположен между Мендутом и Боробудуром.
- Нгавен: буддийский храм VIII века, расположен примерно в 5 километрах к востоку от храма Мендут.
- Банон: руины индуистского храма; расположенные в нескольких сотнях метров к северу от храма Павона. Значительных останков храма не сохранилось, поэтому реконструкция невозможна. Обнаружены только статуи Шивы, Вишну, Агастьи и Ганеши, которые сейчас выставлены в Национальном музее Индонезии в Джакарте.
- Канггал: также известный как Candi Gunung Wukir. Один из старейших индуистских храмов в этом районе. Храм расположен в районе Мунтилан, недалеко от храма была обнаружена канггальская надпись, связанная со Шри Санджайей, царем Царства Матарам.
- Гунунг Сари: руины индуистского храма на вершине холма, расположенного недалеко от Candi Gunung Wukir, на окраине Мунтилана.
- Умбул: расположен в Грабаге, Магеланг; служил местом купания и отдыха царей Матарама.

## Дальнейшее чтение
- (in Indonesian) Suroyo, A. M. Juliati. (1900) Industri perkebunan dan dampaknya perkebunan kopi di karesidenan Kedu, 1850-1900 [S.l.] : Departemen Pendidikan dan Kebudayaan, Direktorat Sejarah dan Nilai Tradisional, Proyek Inventarisasi dan Dokumentasi Sejarah Nasional, (Seminar Sejarah Nasional V, Semarang, 27-30 Agustus 1990).
- (in Indonesian) Suroyo, Agustina Magdalena Djuliati. (2000) Eksploitasi kolonial abad XIX : kerja wajib di Keresidenan Kedu 1800-1890  Yogyakarta : Yayasan untuk Indonesia. ISBN 979-8681-56-8